# 피터 크라우치
피터 제임스 크라우치(영어: Peter James Crouch, 1981년 1월 30일 ~ )는 잉글랜드의 전 축구 선수로, 포지션은 스트라이커이다.
2005년 잉글랜드 축구 국가대표팀에 합류하였고, 트리니다드 토바고와의 2006년 FIFA 월드컵 B조 조별리그 2차전에 출전해 후반 41분에 데이비드 베컴의 크로스를 헤딩으로 선제골을 넣었고, 잉글랜드는 2대 0으로 완승하면서 16강 진출을 확정지었다. 크라우치는 다음 대회인 2010년 FIFA 월드컵에도 출전하여 교체 선수로 미국, 알제리 전에 출전하였으나 득점을 기록하지는 못했다.

## 기록

### 대회 기록
리버풀 FC (2005~2008)
- FA컵 우승 : 2005-06
- FA 커뮤니티 실드 우승 : 2006
- UEFA 챔피언스리그 준우승 : 2006-07
- UEFA 슈퍼컵 우승 : 2005